# Coppa Libertadores 1976
La Coppa Libertadores 1976 fu vinta dal Cruzeiro.

## Prima Fase

### Gruppo 1
| Squadra     | Pti | G | V | N | P | GF | GS | DG  |
| ----------- | --- | - | - | - | - | -- | -- | --- |
| River Plate | 10  | 6 | 5 | 0 | 1 | 10 | 3  | +7  |
| Estudiantes | 9   | 6 | 4 | 1 | 1 | 11 | 3  | +8  |
| Portuguesa  | 5   | 6 | 2 | 1 | 3 | 8  | 11 | -3  |
| Galicia     | 0   | 6 | 0 | 0 | 6 | 3  | 15 | -12 |

| Data        | Sede         | Squadra in casa | Risultato | Squadra in trasferta |
| ----------- | ------------ | --------------- | --------- | -------------------- |
| 25 febbraio | Caracas      | Galicia         | 1 - 2     | Portuguesa           |
| 25 febbraio | Buenos Aires | River Plate     | 1 - 0     | Estudiantes          |
| 1º marzo    | Acarigua     | Portuguesa      | 2 - 2     | Estudiantes          |
| 4 marzo     | Caracas      | Galicia         | 0 - 1     | River Plate          |
| 5 marzo     | Acarigua     | Portuguesa      | 0 - 2     | River Plate          |
| 6 marzo     | Caracas      | Galicia         | 0 - 1     | Estudiantes          |
| 23 marzo    | Buenos Aires | River Plate     | 2 - 1     | Portuguesa           |
| 25 marzo    | La Plata     | Estudiantes     | 3 - 0     | Portuguesa           |
| 30 marzo    | La Plata     | Estudiantes     | 4 - 0     | Galicia              |
| 1º aprile   | Buenos Aires | River Plate     | 4 - 1     | Galicia              |
| 7 aprile    | La Plata     | Estudiantes     | 1 - 0     | River Plate          |
| 7 aprile    | Acarigua     | Portuguesa      | 3 - 1     | Galicia              |

### Gruppo 2
| Squadra          | Pti | G | V | N | P | GF | GS | DG  |
| ---------------- | --- | - | - | - | - | -- | -- | --- |
| LDU Quito        | 8   | 6 | 3 | 2 | 1 | 10 | 5  | +5  |
| Deportivo Cuenca | 8   | 6 | 3 | 2 | 1 | 9  | 6  | +3  |
| Bolivar          | 6   | 6 | 3 | 0 | 3 | 16 | 11 | 5   |
| Guabirá          | 2   | 6 | 1 | 0 | 5 | 2  | 15 | -13 |

| Data      | Sede       | Squadra in casa  | Risultato | Squadra in trasferta |
| --------- | ---------- | ---------------- | --------- | -------------------- |
| 14 marzo  | Santa Cruz | Guabirá          | 1 - 0     | Bolivar              |
| 14 marzo  | Quito      | LDU Quito        | 1 - 1     | Deportivo Cuenca     |
| 21 marzo  | Cuenca     | Deportivo Cuenca | 3 - 1     | Bolivar              |
| 21 marzo  | Quito      | LDU Quito        | 4 - 0     | Guabirá              |
| 24 marzo  | Cuenca     | Deportivo Cuenca | 1 - 0     | Guabira              |
| 24 marzo  | Quito      | LDU Quito        | 1 - 0     | Bolivar              |
| 4 aprile  | Cuenca     | Deportivo Cuenca | 0 - 0     | LDU Quito            |
| 4 aprile  | La Paz     | Bolivar          | 7 - 1     | Guabira              |
| 11 aprile | Santa Cruz | Guabira          | 0 - 1     | LDU Quito            |
| 11 aprile | La Paz     | Bolivar          | 4 - 1     | Deportivo Cuenca     |
| 14 aprile | La Paz     | Bolivar          | 3 - 2     | LDU Quito            |
| 14 aprile | Santa Cruz | Guabirá          | 0 - 2     | Deportivo Cuenca     |

| Data      | Sede      | Squadra in casa  | Risultato | Squadra in trasferta |
| --------- | --------- | ---------------- | --------- | -------------------- |
| 22 aprile | Guayaquil | Deportivo Cuenca | 1 - 2     | LDU Quito            |

### Gruppo 3
| Squadra          | Pti | G | V | N | P | GF | GS | DG  |
| ---------------- | --- | - | - | - | - | -- | -- | --- |
| Cruzeiro         | 11  | 6 | 5 | 1 | 0 | 20 | 9  | +11 |
| Internacional    | 7   | 6 | 3 | 1 | 2 | 10 | 8  | +2  |
| Olimpia          | 4   | 6 | 1 | 2 | 3 | 7  | 11 | -4  |
| Sportivo Luqueño | 2   | 6 | 1 | 0 | 5 | 5  | 14 | -9  |

| Data      | Sede           | Squadra in casa  | Risultato | Squadra in trasferta |
| --------- | -------------- | ---------------- | --------- | -------------------- |
| 7 marzo   | Belo Horizonte | Cruzeiro         | 5 - 4     | Internacional        |
| 7 marzo   | Asunción       | Olimpia          | 2 - 3     | Sportivo Luqueño     |
| 14 marzo  | Porto Alegre   | Internacional    | 1 - 0     | Olimpia              |
| 18 marzo  | Asunción       | Sportivo Luqueño | 1 - 3     | Cruzeiro             |
| 18 marzo  | Asunción       | Olimpia          | 2 - 2     | Cruzeiro             |
| 21 marzo  | Porto Alegre   | Internacional    | 3 - 0     | Sportivo Luqueño     |
| 24 marzo  | Belo Horizonte | Cruzeiro         | 4 - 1     | Sportivo Luqueño     |
| 28 marzo  | Porto Alegre   | Internacional    | 0- 2      | Cruzeiro             |
| 28 marzo  | Asunción       | Sportivo Luqueño | 0 - 1     | Olimpia              |
| 4 aprile  | Belo Horizonte | Cruzeiro         | 4 - 1     | Olimpia              |
| 11 aprile | Asunción       | Sportivo Luqueño | 0 - 1     | Internacional        |
| 13 aprile | Asunción       | Olimpia          | 1 - 1     | Internacional        |

### Gruppo 4
| Squadra                | Pti | G | V | N | P | GF | GS | DG |
| ---------------------- | --- | - | - | - | - | -- | -- | -- |
| Alianza Lima           | 8   | 6 | 3 | 2 | 1 | 8  | 4  | +4 |
| Millonarios            | 6   | 6 | 4 | 1 | 1 | 8  | 3  | +3 |
| Alfonso Ugarte         | 6   | 6 | 1 | 4 | 1 | 5  | 8  | -3 |
| Independiente Santa Fe | 4   | 6 | 1 | 2 | 3 | 7  | 11 | -4 |

| Data      | Sede   | Squadra in casa        | Risultato | Squadra in trasferta   |
| --------- | ------ | ---------------------- | --------- | ---------------------- |
| 4 marzo   | Lima   | Alianza Lima           | 0 - 0     | Alfonso Ugarte         |
| 4 marzo   | Bogotà | Millonarios            | 1 - 1     | Independiente Santa Fe |
| 7 marzo   | Bogotà | Independiente Santa Fe | 2 - 2     | Alfonso Ugarte         |
| 7 marzo   | Bogotà | Millonarios            | 1 - 0     | Alianza Lima           |
| 11 marzo  | Bogotà | Millonarios            | 4 - 0     | Alfonso Ugarte         |
| 11 marzo  | Bogotà | Independiente Santa Fe | 2 - 3     | Alianza Lima           |
| 25 marzo  | Puno   | Alfonso Ugarte         | 0 - 0     | Alianza Lima           |
| 25 marzo  | Bogotà | Independiente Santa Fe | 1- 0      | Millonarios            |
| 4 aprile  | Lima   | Alianza Lima           | 3 - 0     | Independiente Santa Fe |
| 7 aprile  | Puno   | Alfonso Ugarte         | 2 - 1     | Independiente Santa Fe |
| 13 aprile | Puno   | Alfonso Ugarte         | 1 - 1     | Millonarios            |
| 18 aprile | Lima   | Alianza Lima           | 2 - 1     | Millonarios            |

### Gruppo 5
| Squadra        | Pti | G | V | N | P | GF | GS | DG |
| -------------- | --- | - | - | - | - | -- | -- | -- |
| Peñarol        | 8   | 6 | 3 | 2 | 1 | 7  | 4  | +3 |
| Unión Española | 8   | 6 | 3 | 2 | 1 | 5  | 3  | +2 |
| Palestino      | 5   | 6 | 2 | 1 | 3 | 5  | 6  | -1 |
| Nacional       | 3   | 6 | 0 | 3 | 3 | 5  | 9  | -4 |

| Data     | Sede       | Squadra in casa | Risultato | Squadra in trasferta |
| -------- | ---------- | --------------- | --------- | -------------------- |
| 3 marzo  | Montevideo | Peñarol         | 1 - 1     | Nacional             |
| 9 marzo  | Santiago   | Unión Española  | 1 - 0     | Palestino            |
| 13 marzo | Santiago   | Unión Española  | 0 - 0     | Peñarol              |
| 14 marzo | Santiago   | Palestino       | 2 - 1     | Nacional             |
| 17 marzo | Santiago   | Palestino       | 1 - 0     | Peñarol              |
| 18 marzo | Santiago   | Unión Española  | 2 - 0     | Nacional             |
| 24 marzo | Montevideo | Nacional        | 1 - 2     | Peñarol              |
| 24 marzo | Santiago   | Palestino       | 0- 1      | Unión Española       |
| 30 marzo | Montevideo | Peñarol         | 2 - 1     | Palestino            |
| 31 marzo | Montevideo | Nacional        | 1 - 1     | Unión Española       |
| 3 aprile | Montevideo | Nacional        | 1 - 1     | Palestino            |
| 4 aprile | Montevideo | Peñarol         | 2 - 0     | Unión Española       |

## Semifinali

### Gruppo 1
| Squadra      | Pti | G | V | N | P | GF | GS | DG  |
| ------------ | --- | - | - | - | - | -- | -- | --- |
| Cruzeiro     | 8   | 4 | 4 | 0 | 0 | 18 | 3  | +15 |
| LDU Quito    | 2   | 4 | 1 | 0 | 3 | 4  | 10 | -6  |
| Alianza Lima | 2   | 4 | 1 | 0 | 3 | 4  | 13 | -9  |

| Data      | Sede           | Squadra in casa | Risultato | Squadra in trasferta |
| --------- | -------------- | --------------- | --------- | -------------------- |
| 5 maggio  | Quito          | LDU Quito       | 2 - 1     | Alianza Lima         |
| 9 maggio  | Quito          | LDU Quito       | 1 - 3     | Cruzeiro             |
| 12 maggio | Lima           | Alianza Lima    | 0 - 4     | Cruzeiro             |
| 20 maggio | Belo Horizonte | Cruzeiro        | 7 - 1     | Alianza Lima         |
| 26 maggio | Lima           | Alianza Lima    | 2 - 0     | LDU Quito            |
| 30 maggio | Belo Horizonte | Cruzeiro        | 4 - 1     | LDU Quito            |

### Gruppo 2
| Squadra       | Pti | G | V | N | P | GF | GS | DG |
| ------------- | --- | - | - | - | - | -- | -- | -- |
| River Plate   | 5   | 4 | 2 | 1 | 1 | 4  | 1  | +3 |
| Independiente | 5   | 4 | 2 | 1 | 1 | 2  | 1  | +1 |
| Peñarol       | 2   | 4 | 1 | 0 | 3 | 1  | 5  | -4 |

| Data      | Sede         | Squadra in casa | Risultato | Squadra in trasferta |
| --------- | ------------ | --------------- | --------- | -------------------- |
| 13 maggio | Buenos Aires | River Plate     | 0 - 0     | Independiente        |
| 26 maggio | Avellaneda   | Independiente   | 1 - 0     | Peñarol              |
| 15 giugno | Montevideo   | Peñarol         | 1 - 0     | River Plate          |
| 23 giugno | Avellaneda   | Independiente   | 0 - 1     | River Plate          |
| 30 giugno | Buenos Aires | River Plate     | 2 - 0     | Peñarol              |
| 15 luglio | Montevideo   | Peñarol         | 0 - 1     | Independiente        |

#### Spareggio
| Data      | Sede         | Squadra in casa | Risultato | Squadra in trasferta |
| --------- | ------------ | --------------- | --------- | -------------------- |
| 16 luglio | Buenos Aires | River Plate     | 1 - 0     | Independiente        |

## Finale
| Data      | Sede              | Squadra in casa | Risultato | Squadra in trasferta |
| --------- | ----------------- | --------------- | --------- | -------------------- |
| 21 luglio | Belo Horizonte    | Cruzeiro        | 4 - 1     | River Plate          |
| 28 luglio | Buenos Aires      | River Plate     | 2 - 1     | Cruzeiro             |
| 30 luglio | Santiago del Cile | River Plate     | 2 - 3     | Cruzeiro             |